# Bromoil
Le bromoil (également appelé oléobromie ou oléotype) est un procédé des débuts de la photographie, très populaire chez les pictorialistes pendant la première moitié du XXe siècle. La douceur, le rendu proche de la peinture des tirages, sont typiques de ce genre et ont récemment amené les photographes d'art à utiliser à nouveau cette méthode.

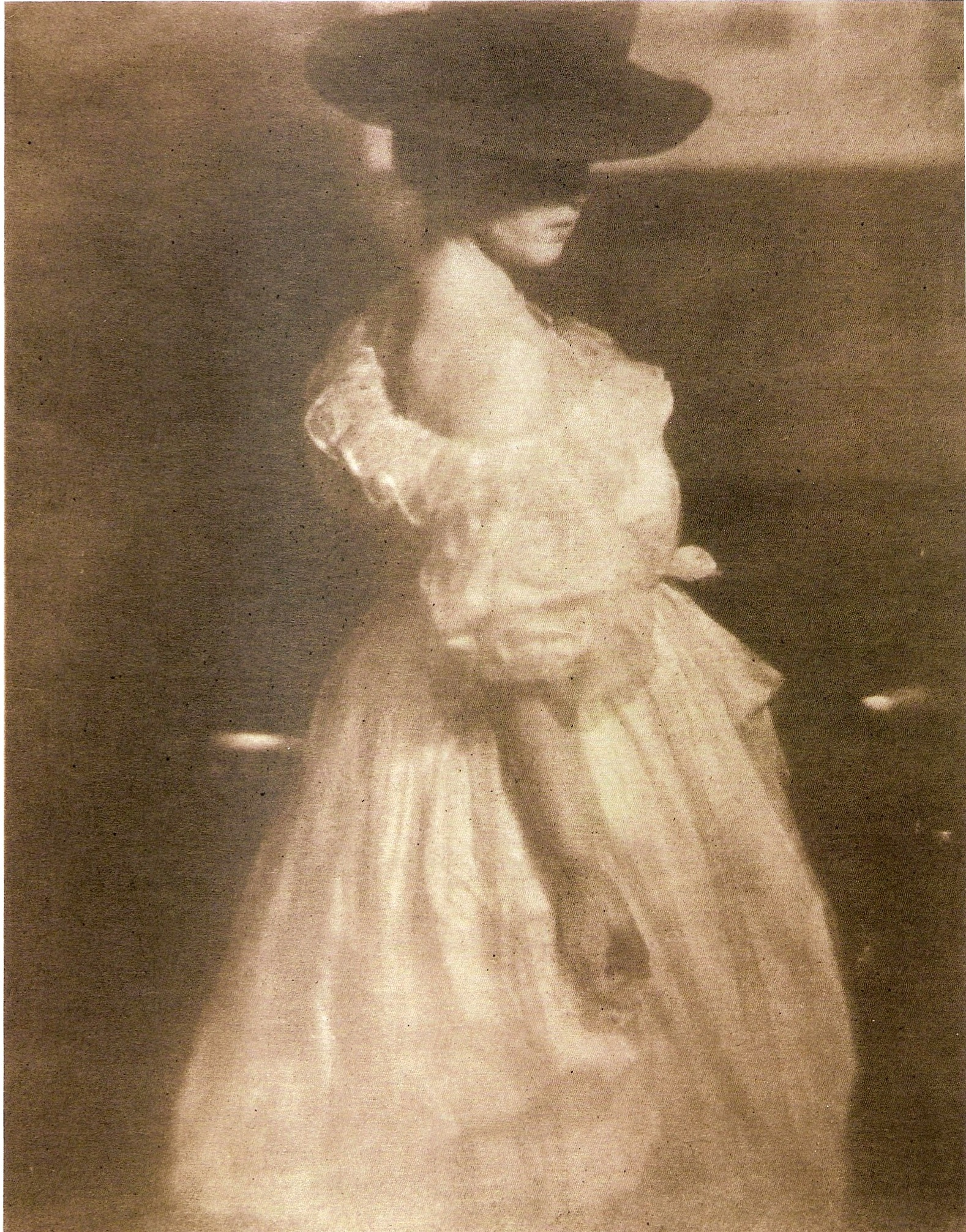
Heinrich Kühn, Study in Tonal Values III, 1908. Transfert de bromoil sur tissu.

Le bromoil est basé sur l'impression à l'huile, dont les origines remontent au milieu du XIXe siècle. Un inconvénient des tirages à l'huile était que la gélatine était trop lente pour permettre l'agrandissement, donc les tirages devaient se faire par contact et les négatifs devaient être aux mêmes dimensions que les positifs. Après que G.E.H Rawlins a publié en 1904 un article sur la méthode du tirage à l'huile, E.J Wall en 1907 a décrit théoriquement comment il pouvait être possible d'utiliser des négatifs plus petits pour produire un positif au bromure d'argent, qui devrait être durci et blanchi pour être ensuite encré selon le procédé à l'huile. Charles Welborne Piper est ensuite passé de la théorie à la pratique, faisant naître le procédé au bromoil. 

## Méthode
Pour expliquer le procédé bromoil, il est utile d'examiner d'abord le tirage à l'huile. Les tirages sont réalisés sur du papier contenant une épaisse couche de gélatine sensibilisée aux sels de bichromate. L'exposition à l'aide d'un négatif pour l'impression par contact entraîne le durcissement de la gélatine bichromatée, en relation directe avec la quantité de lumière reçue. Après l'exposition, le tirage est imbibé d'eau. Les parties non durcies absorbent plus d'eau que les parties durcies, de sorte qu'après avoir séché l'épreuve à l'éponge, on peut appliquer une encre lithographique sur la base d'huile alors qu'elle est encore humide. Le caractère non-mélangeable de l'huile et de l'eau entraîne une coloration des parties exposées de l'impression, créant ainsi une image positive. L'application de l'encre requiert une grande habileté, ce qui explique qu'il n'y ait pas deux tirages identiques.
Les tirages au bromoil sont une variante directe de ce procédé : on part d'un tirage normalement développé sur un papier au bromure d'argent qui est ensuite blanchi et durci chimiquement. La gélatine, qui avait à l'origine les tons les plus sombres, est durcie le plus fortement, les tons clairs restant absorbés par l'eau. Ce tirage peut ensuite être encré comme le tirage à l'huile. 
Un rinçage insuffisant des sels de chrome peut entraîner à long terme une décoloration des tirages sous l'influence de la lumière. L'épaisseur irrégulière de la couche de gélatine peut, dans des conditions défavorables, entraîner des tensions dans la couche picturale, qui peut ainsi être endommagée.
Cette technique a été utilisée pour produire des tirages couleur dans les années 1930, avant que le film couleur ne soit développé : trois prises de vue identiques en noir et blanc d'un objet étaient réalisées sur un film panchromatique Ilford Hypersensitive avec les filtres correspondants (bleu, vert, rouge). Les négatifs développés étaient agrandis et transposés sur du papier photographique bromure-argent. La couche de bromure d'argent a été blanchie et tannée comme décrit ci-dessus. Une encre bromoil assez dure a été appliquée, jaune sur la matrice filtrée bleue, rouge sur la matrice filtrée verte et bleue sur la matrice filtrée rouge. Les matrices colorées finement calibrées, exactement ajustées l'une sur l'autre, sont passées alternativement dans une presse à graver. On obtient ainsi une image en couleur transférée sur du papier absorbant et sans fibres ou même sur du tissu. Il en résulte une image qui rappelle les peintures au pastel, mais qui présente les caractéristiques de détail et de contour de la photographie.